# A Casa em Cubinhos
A Casa em Cubinhos (em japonês: つみきのいえ, Tsumiki no ie; título internacional em francês: La Maison en petits cubes) é um curta-metragem de animação japonês criado por Kunio Katō em 2008. Ganhou o prêmio Oscar de melhor curta de animação de 2009.

## Sinopse
Conta a história de um velhinho que vive solitário em uma cidade inundada. À medida que a água sobe, o senhor eleva sua casa com pequenos tijolos em forma de cubos para se manter fora do nível do lago sobre o qual vive. Então, um dia, seu cachimbo favorito cai e vai parar em um andar mais baixo de onde sua real moradia encontrava-se naquele momento. Muito apegado ao cachimbo, ele decide comprar uma roupa de mergulho e ir atrás dele. Ao mergulhar, passa a reviver toda a história dele, de sua família e, claro, a da casa, cujos vários andares(cerca de 10), agora estão todos submersos, exceto o último.

## Produção
O conceito do filme surgiu quando Kunio Katō estudava na Universidade de Arte de Tama, em Tóquio. Inicialmente assumiu a forma de uma pintura apresentando casas em forma de caixa dispostas em pilhas. Durante esse período, Kunio foi apresentado ao mundo da animação quando assistiu ao curta-metragem de estreia de Mark Baker em 1989, The Hill Farm. Esta experiência influenciou significativamente a direção criativa de Kunio. Ele colaborou com seu colega e roteirista, Kenya Hirata, para dar vida ao projeto. No entanto, apesar de receber elogios posteriormente, Kunio permaneceu insatisfeito com o projeto como um todo.